# Sălciile, Prahova
Sălciile este o comună în județul Prahova, Muntenia, România, formată numai din satul de reședință cu același nume.

## Așezare
Comuna se află în zona de câmpie din sud-estul județului, la limita cu județul Ialomița. Prin apropierea comunei trece șoseaua națională DN1D, care leagă Ploieștiul de Urziceni. Principala cale de comunicație a comunei o constituie șoseaua județeană DJ100C, care se ramifică din DN1D lângă Sălciile și care leagă comuna spre nord de Fulga, Baba Ana și orașul Mizil. La Sălciile, din acest drum se ramifică DJ102D, care duce tot la Mizil, trecând însă prin Boldești-Grădiștea și Baba Ana.

## Demografie
Componența etnică a comunei Sălciile
     Români (94,09%)
     Alte etnii (5,91%)
Componența confesională a comunei Sălciile
     Ortodocși (93,72%)
     Alte religii (0,24%)
     Necunoscută (6,04%)
Conform recensământului efectuat în 2021, populația comunei Sălciile se ridică la 1.657 de locuitori, în scădere față de recensământul anterior din 2011, când fuseseră înregistrați 1.945 de locuitori. Majoritatea locuitorilor sunt români (94,09%). Din punct de vedere confesional, majoritatea locuitorilor sunt ortodocși (93,72%), iar pentru 6,04% nu se cunoaște apartenența confesională.

## Politică și administrație
Comuna Sălciile este administrată de un primar și un consiliu local compus din 11 consilieri. Primarul, Nistor Stan[*], de la Partidul Social Democrat, este în funcție din 2008. Începând cu alegerile locale din 2024, consiliul local are următoarea componență pe partide politice:
|  | Partid                     | Consilieri | Componența Consiliului | Componența Consiliului | Componența Consiliului | Componența Consiliului | Componența Consiliului |
|  | -------------------------- | ---------- | ---------------------- | ---------------------- | ---------------------- | ---------------------- | ---------------------- |
|  | Partidul Social Democrat   | 5          |                        |                        |                        |                        |                        |
|  | Forța Dreptei              | 5          |                        |                        |                        |                        |                        |
|  | Partidul Mișcarea Populară | 1          |                        |                        |                        |                        |                        |

## Istorie
La sfârșitul secolului al XIX-lea, comuna Sălciile făcea parte din plasa Câmpul a județului Prahova. Ea avea o populație de 1782 de locuitori, o moară cu aburi, o școală înființată la 1863 și frecventată în 1899 de 61 de elevi, și o biserică ortodoxă. În 1925, este consemnată în plasa Drăgănești din județul Prahova, cu o populație de 2150 de locuitori. În 1950, a fost inclusă în raionul Urlați din regiunea Prahova, iar după 1952 în raionul Mizil din regiunea Ploiești. În 1968 a revenit la județul Prahova.

## Monumente istorice
Două obiective din comuna Sălciile sunt incluse în lista monumentelor istorice din județul Prahova ca monumente de interes local. Unul este un sit arheologic, tumulii din Epoca Bronzului de la „Movila Gemenea”. Celălalt, clasificat ca monument memorial sau funerar, este o cruce de pomenire din piatră din secolul al XIX-lea, aflată în curtea Ioanei Călărașu.